# Gran Premi del Japó del 2011
El Gran Premi del Japó de Fórmula 1 de la temporada 2011 s'ha disputat al Circuit de Suzuka, del 7 al 9 d'octubre del 2011.

## Classificacions

### Resultats de la qualificació
| Pos                                   | No | Pilot              | Constructor          | Part 1       | Part 2       | Part 3       | Sortida |
| ------------------------------------- | -- | ------------------ | -------------------- | ------------ | ------------ | ------------ | ------- |
| 1                                     | 1  | Sebastian Vettel   | Red Bull-Renault     | 1:33.051     | 1:31.424     | 1:30.466     | 1       |
| 2                                     | 4  | Jenson Button      | McLaren-Mercedes     | 1:32.947     | 1:31.434     | 1:30.475     | 2       |
| 3                                     | 3  | Lewis Hamilton     | McLaren-Mercedes     | 1:32.843     | 1:31.139     | 1:30.617     | 3       |
| 4                                     | 6  | Felipe Massa       | Ferrari              | 1:33.235     | 1:31.909     | 1:30.804     | 4       |
| 5                                     | 5  | Fernando Alonso    | Ferrari              | 1:32.817     | 1:31.612     | 1:30.886     | 5       |
| 6                                     | 2  | Mark Webber        | Red Bull-Renault     | 1:33.135     | 1:31.576     | 1:31.156     | 6       |
| 7                                     | 16 | Kamui Kobayashi    | Sauber-Ferrari       | 1:32.626     | 1:32.380     | Sense temps1 | 7       |
| 8                                     | 7  | Michael Schumacher | Mercedes             | 1:33.748     | 1:32.116     | Sense temps2 | 8       |
| 9                                     | 9  | Bruno Senna        | Renault              | 1:33.359     | 1:32.297     | Sense temps2 | 9       |
| 10                                    | 10 | Vitali Petrov      | Renault              | 1:32.877     | 1:32.245     | Sense temps2 | 10      |
| 11                                    | 14 | Adrian Sutil       | Force India-Mercedes | 1:32.761     | 1:32.463     |              | 11      |
| 12                                    | 15 | Paul di Resta      | Force India-Mercedes | 1:33.499     | 1:32.746     |              | 12      |
| 13                                    | 11 | Rubens Barrichello | Williams-Cosworth    | 1:33.921     | 1:33.079     |              | 13      |
| 14                                    | 12 | Pastor Maldonado   | Williams-Cosworth    | 1:33.781     | 1:33.224     |              | 14      |
| 15                                    | 18 | Sébastien Buemi    | Toro Rosso-Ferrari   | 1:33.064     | 1:33.227     |              | 15      |
| 16                                    | 19 | Jaime Alguersuari  | Toro Rosso-Ferrari   | 1:35.111     | 1:33.427     |              | 16      |
| 17                                    | 17 | Sergio Pérez       | Sauber-Ferrari       | 1:34.704     | Sense temps2 |              | 17      |
| 18                                    | 20 | Heikki Kovalainen  | Lotus-Renault        | 1:35.454     |              |              | 18      |
| 19                                    | 21 | Jarno Trulli       | Lotus-Renault        | 1:35.514     |              |              | 19      |
| 20                                    | 25 | Jérôme d'Ambrosio  | Virgin-Cosworth      | 1:36.439     |              |              | 20      |
| 21                                    | 24 | Timo Glock         | Virgin-Cosworth      | 1:36.507     |              |              | 21      |
| 22                                    | 22 | Daniel Ricciardo   | HRT-Cosworth         | 1:37.846     |              |              | 22      |
| Temps per la regla del 107%: 1:39.109 |    |                    |                      |              |              |              |         |
| 23                                    | 8  | Nico Rosberg       | Mercedes             | Sense temps3 |              |              | 23      |
| 24                                    | 23 | Vitantonio Liuzzi  | HRT-Cosworth         | Sense temps3 |              |              | 24      |

Notes:
^1  – Kamui Kobayashi no ha sortit a la Q3 per preservar els neumàtics
^2  – Michael Schumacher, Bruno Senna i Vitali Petrov no han fet voltes per conservar els seus pneumàtics.
^3  – Nico Rosberg i Vitantonio Liuzzi han pogut disputar la cursa tot i no haver superat el temps de tall (107%) per haver-ho fet repetidament en els entrenaments lliures

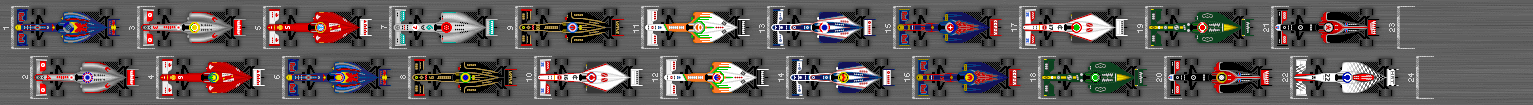
Graella de sortida després de la qualificació del GP.

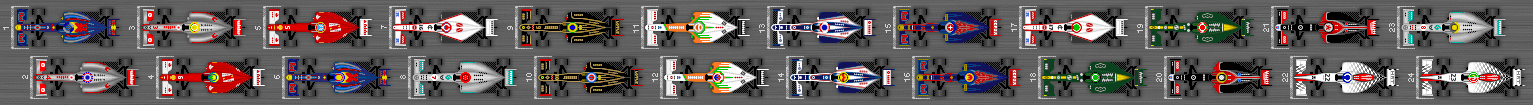
Graella de sortida del GP del Japó 2011.

### Cursa
| Pos | No | Pilot              | Constructor          | Voltes | Temps / Retirada | Pos.Sortida | Punts |
| --- | -- | ------------------ | -------------------- | ------ | ---------------- | ----------- | ----- |
| 1   | 4  | Jenson Button      | McLaren-Mercedes     | 53     | 1h 30' 53. 427   | 2           | 25    |
| 2   | 5  | Fernando Alonso    | Ferrari              | 53     | + 1.160 s        | 5           | 18    |
| 3   | 1  | Sebastian Vettel   | Red Bull-Renault     | 53     | + 2.006 s        | 1           | 15    |
| 4   | 2  | Mark Webber        | Red Bull-Renault     | 53     | + 8.071 s        | 6           | 12    |
| 5   | 3  | Lewis Hamilton     | McLaren-Mercedes     | 53     | + 24.268 s       | 3           | 10    |
| 6   | 7  | Michael Schumacher | Mercedes             | 53     | + 27.120 s       | 8           | 8     |
| 7   | 6  | Felipe Massa       | Ferrari              | 53     | + 28.240 s       | 4           | 6     |
| 8   | 17 | Sergio Pérez       | Sauber-Ferrari       | 53     | + 39.377 s       | 17          | 4     |
| 9   | 10 | Vitali Petrov      | Renault              | 53     | + 42.607 s       | 10          | 2     |
| 10  | 8  | Nico Rosberg       | Mercedes             | 53     | + 44.322 s       | 23          | 1     |
| 11  | 14 | Adrian Sutil       | Force India-Mercedes | 53     | + 54.447 s       | 11          |       |
| 12  | 15 | Paul di Resta      | Force India-Mercedes | 53     | + 1' 02.326 min. | 12          |       |
| 13  | 16 | Kamui Kobayashi    | Sauber-Ferrari       | 53     | + 1' 03.705 min. | 7           |       |
| 14  | 12 | Pastor Maldonado   | Williams-Cosworth    | 53     | + 1' 04.194 min. | 14          |       |
| 15  | 19 | Jaime Alguersuari  | Toro Rosso-Ferrari   | 53     | + 1' 06.623 min. | 16          |       |
| 16  | 9  | Bruno Senna        | Renault              | 53     | + 1' 12.628 min. | 9           |       |
| 17  | 11 | Rubens Barrichello | Williams-Cosworth    | 53     | + 1' 14.191 min. | 13          |       |
| 18  | 20 | Heikki Kovalainen  | Lotus-Renault        | 53     | + 1' 27.824 min. | 18          |       |
| 19  | 21 | Jarno Trulli       | Lotus-Renault        | 53     | + 1' 36.140 min. | 19          |       |
| 20  | 24 | Timo Glock         | Virgin-Cosworth      | 51     | + 2 Voltes       | 21          |       |
| 21  | 25 | Jérôme d'Ambrosio  | Virgin-Cosworth      | 51     | + 2 Voltes       | 20          |       |
| 22  | 22 | Daniel Ricciardo   | HRT-Cosworth         | 51     | + 2 Voltes       | 22          |       |
| 23  | 23 | Vitantonio Liuzzi  | HRT-Cosworth         | 50     | + 3 Voltes       | 24          |       |
| Ret | 18 | Sébastien Buemi    | Toro Rosso-Ferrari   | 11     | Rodes            | 15          |       |

### Classificació del mundial després de la cursa
| Pos | Pilot            | Punts |
| --- | ---------------- | ----- |
| 1   | Sebastian Vettel | 324   |
| 2   | Jenson Button    | 210   |
| 3   | Fernando Alonso  | 202   |
| 4   | Mark Webber      | 194   |
| 5   | Lewis Hamilton   | 178   |

| Pos | Constructor      | Punts |
| --- | ---------------- | ----- |
| 1   | Red Bull-Renault | 518   |
| 2   | McLaren-Mercedes | 388   |
| 3   | Ferrari          | 292   |
| 4   | Mercedes         | 123   |
| 5   | Renault          | 72    |

- Nota: Només s'inclouen els 5 primers de cada classificació. Per veure-la completa aneu a Temporada 2011 de Fórmula 1

## Altres
- Pole: Sebastian Vettel 1' 30. 466
- Volta ràpida: Jenson Button 1' 36. 568 (a la volta 52)